# Jabiru (Rakete)
Die Jabiru war eine in mehreren Versionen gebaute dreistufige britisch-australische Rakete zur Erforschung der Überschall-Aerodynamik. Sie wurde in Zusammenarbeit des britischen Royal Aircraft Establishment (RAE) und der Aerodynamik-Abteilung des australischen Weapons Research Establishment (WRE) entwickelt und getestet. Jabiru war ursprünglich nur die australische Bezeichnung für die Rakete. Die ursprünglich britische Bezeichnung Jaguar verursachte Verwechslungen mit der gleichnamigen US-amerikanischen Rakete und mit dem Kampfflugzeug Grumman XF10F Jaguar und wurde bald nicht mehr verwendet.
- Die erste Stufe der Jabiru Mk.1 war 5,6 m lang und hatte ein Startgewicht von 1.170 kg, wovon 866 kg Treibstoff waren. Die zweite Stufe wog 292 kg, wovon 184 kg auf den Treibstoff entfielen. Die dritte Stufe enthielt 26 kg Treibstoff. In allen Stufen wurde Feststofftreibstoff verwendet. Die komplette Rakete war 12 m lang. Die Jabiru Mk.1 wurde zwischen 1960 und 1964 mehrfach von Woomera (Australien) gestartet.

- Die Nachfolgeversion Jabiru Mk.2 enthielt eine verbesserte Startstufe und eine Zweitstufe (307 kg) sowie eine Drittstufe mit 190 kg Treibstoff. Die Jabiru Mk.2 wurde zwischen 1964 und 1970 zehnmal von Woomera gestartet.

- Sie wurde von der Jabiru Mk.3 abgelöst. Diese verwendete als Zweitstufe eine modifizierte Erststufe der Jabiru Mk.2 während die Erststufe unverändert blieb. Es wurde keine Drittstufe verwendet. Die Jabiru Mk.3 wurde zwischen 1971 und 1974 für Wiedereintrittsexperimente verwendet.